# Two Point Hospital
Two Point Hospital is een bedrijfssimulatiespel ontwikkeld door Two Point Studios. Het spel wordt uitgegeven door Sega en kwam op 30 augustus 2018 uit voor Linux, macOS en Windows. Two Point Hospital is een spirituele opvolger van het in 1997 uitgekomen Theme Hospital, ontwikkeld door Bullfrog Productions. Twee sleutelfiguren in de ontwikkeling van het oorspronkelijke spel, Mark Webley en Gary Carr, richtten in 2016 Two Point Studios op en begonnen toen met de ontwikkeling van Two Point Hospital.
In Two Point Hospital exploiteert de speler een ziekenhuis waar patiënten met fictieve, absurdistische klachten kunnen worden genezen.